# スズキ・TL
TL（ティーエル）とはスズキが製造販売していたスポーツタイプの大型オートバイである。

## 概要
ハーフカウル仕様のTL1000Sとフルカウル仕様のTL1000Rの2モデルが販売され、それぞれストリートユースとレースユースを視野に設計されている。排気量1,000ccの90度V型2気筒エンジンを搭載する。2000年までは輸出仕様車を日本の自主馬力規制にあわせてパワーダウンした日本国内向け仕様車が販売されていた。
エンジンはカジバ社のV-ラプトール1000などに採用されているが ラムエアインテークは採用されていない。
後継車種としてスズキ・SVが2003年に発売された。

## モデル一覧

### TL1000S

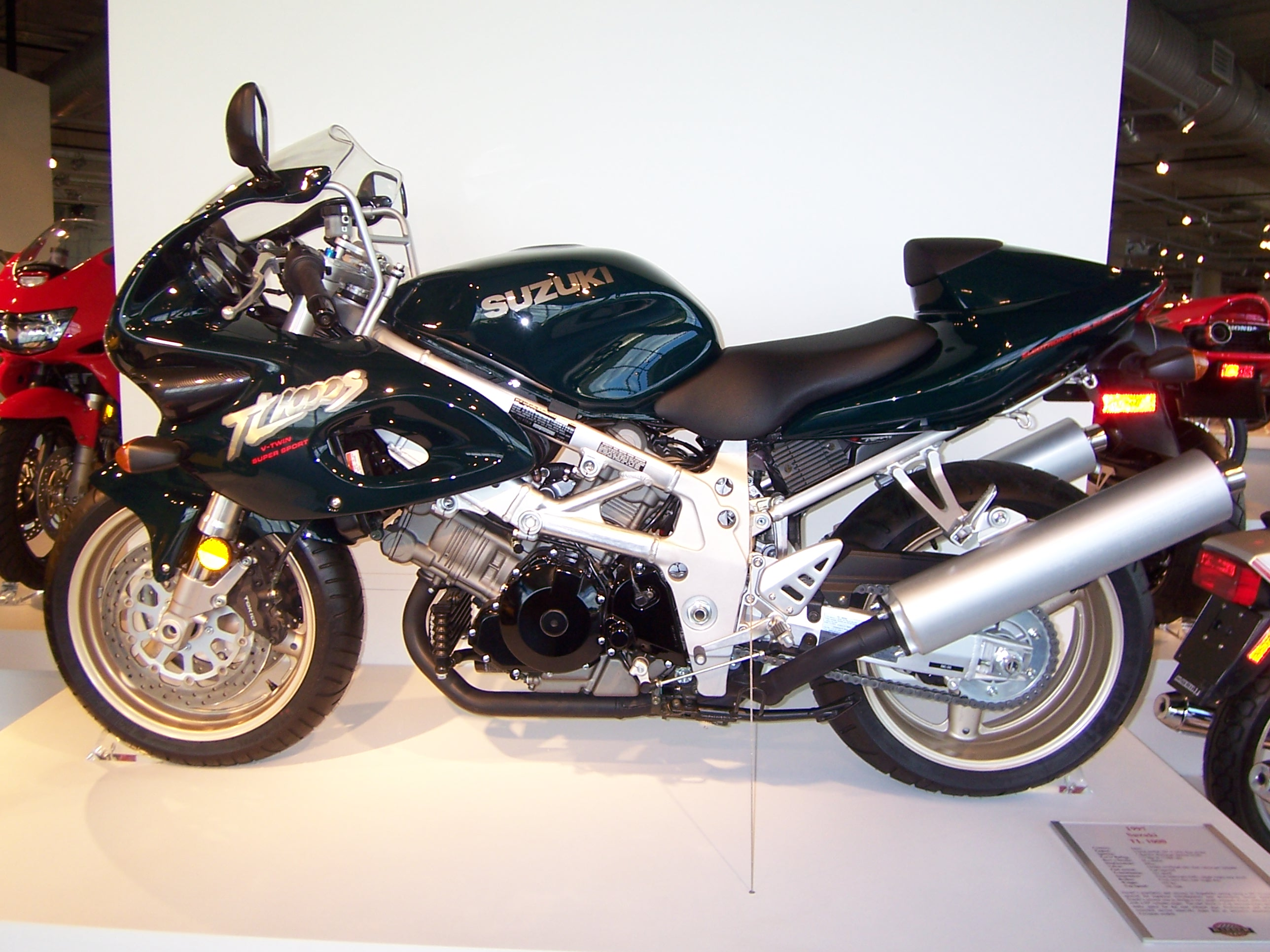
TL1000S (1997年)

1997年に発売された。スズキ初のリッターツインマシンとして随所に革新的な技術が投入された。
スポーティなイメージのハーフカウルに独特のフレームワークを持つアルミトラスフレームを採用する。
エンジンは995cc水冷4ストローク90度V型2気筒エンジンが搭載され、高回転域で確実なバルブ開閉を行うためのセミカムギアトレーン機構・吸入空気を圧縮して、高速域で過給器的な効果を果すラムエア機構が取り入れられた結果、輸出仕様125psのハイパワーを発揮する。
燃料供給は旧来のキャブレターにかわり低回転時にはエンジン回転数と吸気圧・高回転高負荷時にはエンジン回転数とスロットル開度で空燃比を算出する2ステージ制御燃料噴射装置が採用され、リアサスペンションにはバネとダンパー部がそれぞれ独立したロータリーダンパーが採用された。
初期型はクランクのフライホイールが軽く、燃料噴射のセッティングが発展途上のものであったためかエンスト多発・低速域での扱いづらさなどが目立ったが、後期型ではフライホイールが重くなり燃料噴射のセッティング・カムセッティングなどが最適化された。
発売後、加速時にハンドルが不安定になることが判明。リコールが行われ、ステアリングダンパーを取り付ける対策が講じられた。当時はステアリングダンパーが純正部品として用意されることは珍しく、トップブリッジ上部に取り付けられたダンパーは、異観を放つ存在となった。

### TL1000R
1998年に発売された。先行発売のTL1000Sのレース対応仕様として登場する（実際には1998年の全日本ロードレース選手権には渡辺篤が開発目的でスポット参戦で、98年のAMAスーパーバイクには2台が参戦したものの、最終的にはGSX-R750のインジェクション仕様の熟成のためスーパーバイク世界選手権では日の目を見ることはなかった）。一目で判るほど特徴的なデザインのカウル形状は空力の追求によるもので、シングルシートカウルはらくだのこぶのような形状をしている。フレームはコンベンショナルなアルミツインスパーフレームが採用され、エンジンはTL1000Sより軽量・高強度を持つ鍛造ピストン・高回転域での燃料供給を確保するため、1気筒当たり2つのインジェクタの2ステージ制御燃料噴射装置が採用され輸出仕様135psのハイパワーを絞り出す。
リアサスペンションにはTL1000Sより大容量化・温度補償機能が付いたロータリーダンパーがセットされエンジン・足回りともハード志向のセッティングとなっている。レースユースを見こして採用されたツインインジェクターは、低速域の扱いやすさと燃費の向上を副次的にもたらし、ツーリングにも十分適用できる特性を持つ。なお、当車のスーパーバイク仕様車がスズキの2輪モータースポーツで初めてインジェクションを採用した。このことについて、元Suzuki MotoGP Project Leaderの佐原氏は、「いろいろ難しいバイクだったが、面白いチャレンジだった。フューエルインジェクションをレースでどう使うか勉強になりました。」と話している。